# Neuheim
Neuheim é uma comuna da Suíça, no Cantão Zug, com cerca de 2 237 habitantes (estimativa de 2019). Estende-se por uma área de 7,92 km², de densidade populacional de 282 hab/km². Confina com as seguintes comunas: Baar, Hausen am Albis (ZH), Hirzel (ZH), Menzingen.
A língua oficial nesta comuna é o Alemão.